# Horodnia (stacja kolejowa)
Horodnia (ukr. Городня) – stacja kolejowa w miejscowości Wokzał-Horodnia i w pobliżu miasta Horodnia, w rejonie czernihowskim, w obwodzie czernihowskim, na Ukrainie. Położona jest na linii Bachmacz - Homel.

## Historia
Stacja powstała w XIX w. na linii Kolei Libawsko-Romieńskiej pomiędzy stacjami Chorobicze i Snowska. Początkowo nosiła nazwę Horodnia-Ujezd.